# Rivière Dubawnt
La rivière Dubawnt est affluent droit de la rivière Thelon dans les Territoires du Nord-Ouest et au Nunavut ( Canada ).
La rivière Dubawnt a son origine 110 km au nord-est du lac Athabasca dans les Territoires du Nord-Ouest. Elle coule sur environ initialement dans une direction principalement est-nord-est. Après environ 240 km la rivière atteint la rive ouest du lac Whodaia qu'elle traverse sur une distance de 75 km. Elle quitte le lac sur sa rive nord et coule principalement en direction nord-nord-est. De nombreux lacs et élargissements de rivières sans nom jalonnent son cours. Le plus grand lac qu'il traverse est le lac Dubawnt . Sous le lac Marjorie, la rivière Dubawnt coule vers le nord-ouest avant de se jeter dans la rivière Thelon à l'est du lac Beverly. La rivière Dubawnt draine une superficie de 57 500 km². 

## hydrométrie
Au kilomètre 51 de la rivière, à l'exutoire du lac Marjorie, il y a une jauge de débit.  La zone de chalandise associée couvre 67 300 km². Le débit moyen est de 374 m³/s (1969-2018).